# Tronsanges
Tronsanges é uma comuna francesa na região administrativa de Borgonha-Franco-Condado, no departamento Nièvre. Estende-se por uma área de 8,59 km². Em 2010 a comuna tinha 405 habitantes (densidade: 47,1 hab./km²).